# Acrodactyla micans
Acrodactyla micans là một loài tò vò trong họ Ichneumonidae.